# Amourzet
Amurzet (en russe Амурзет) est un village du raïon d'octobre en Russie dans l'oblast autonome juif.

## Histoire
Il a été fondé en 1928 en tant que ferme collective et fut le centre de la colonisation juive pour la zone sud de Birobidjan.